# 马尔科兰
马尔科兰（法語：Marcollin，法語發音：[maʁkɔlɛ̃]）是法国伊泽尔省的一个市镇，位于该省西部，原属格勒诺布尔区，2017年起改属维埃纳区。

## 地理
马尔科兰（45°18'20"N, 5°5'16"E）面积10.69 平方千米，位于法国奥弗涅-罗讷-阿尔卑斯大区伊泽尔省，该省份为法国东南部内陆省份，北起顺时针与安省、萨瓦省、上阿尔卑斯省、德龙省、阿尔代什省、卢瓦尔省和罗讷省。
与马尔科兰接壤的市镇（或旧市镇、城区）包括：朗斯莱斯唐、博福尔、博尔派尔、朗蒂奥勒、圣巴泰勒米。
马尔科兰的时区为UTC+01:00、UTC+02:00（夏令时）。

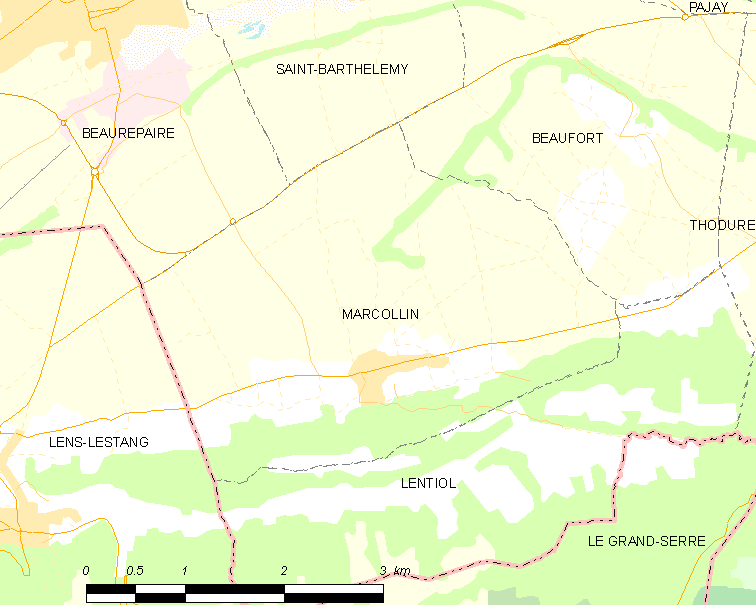
马尔科兰的OSM定位图

## 行政
马尔科兰的邮政编码为38270，INSEE市镇编码为38219。

## 政治
马尔科兰所属的省级选区为比耶夫尔县。

## 交通
伊泽尔省省道D130线和D130A线在马尔科兰交汇。

## 人口

1962-2008年间马尔科兰人口变化图示

马尔科兰于2022年1月1日时的人口数量为613人。